# Császártöltés
Császártöltés là một thị trấn thuộc hạt Bács-Kiskun, Hungary. Thị trấn này có diện tích 82,06 km², dân số năm 2010 là 2420 người, mật độ 29 người/km².